# 9751 Kadota
9751 Kadota è un asteroide della fascia principale. Scoperto nel 1990, presenta un'orbita caratterizzata da un semiasse maggiore pari a 2,4279496 UA e da un'eccentricità di 0,1791500, inclinata di 2,83731° rispetto all'eclittica.